# Fruko y sus Tesos
Fruko y sus Tesos es una orquesta colombiana de salsa, fundada en 1970 en Medellín, Colombia. Liderada y dirigida por el maestro Julio Ernesto Estrada Rincón, conocido por su apodo Fruko.

## Orígenes
El nombre proviene de que a su fundador, Julio Ernesto Estrada Rincón le decían Fruko por su parecido con un personaje de un anuncio de conservas que decía: "La salsa de tomate Fruco (nombre original del producto)... el secreto del sabor". El término “teso” se deriva de la palabra tesón, y se usa para designar, en el lenguaje callejero y popular del país al destacado, al mejor, al que más sabe. La palabra sigue vigente y su uso es muy común a pesar del tiempo que ha pasado desde que la orquesta comenzó a llamarse así.
A mediados de la década de 1970, la música de Fruko y sus Tesos, con las voces de Edulfamid "Piper Pimienta" Diaz, Joe Arroyo (quien se unió a los diecisiete años) y Wilson Saoko. Era muy popular, no solo en Colombia sino también en el resto de América Latina.  
En 1973 participaron en la Feria de Cali junto a artistas internacionales como los Chambers Brothers de EU y Nelson y sus estrellas de Venezuela y nacionales colombianos como Los Flippers o Grupo Vallenato de Cesar.
Julio Ernesto Estrada Rincón también fundó a Los Pico Pico, una banda infantil de los 70's y 80's en la que estaba su hijos Julio Ernesto Estrada "Fruko Jr", Luis Felipe Villanueva y Jaime Alaín Villanueva "Pico Pico" de la mano del compositor Isaac Villanueva Mendoza.  
Alcanzaron éxito musical en los Estados Unidos, e incluso tocaron en el Madison Square Garden y lograron el premio de la revista Record World a la mejor orquesta de música tropical de América. 
En 1993, Fruko reunió una gran orquesta para rendir homenaje a Pérez Prado y su obra. En los dos siguientes años hizo lo mismo para los ritmos cubanos.

## Discografía
- Tesura (1970)
- A la Memoria del Muerto (1971)
- El Bueno (1972)
- Ayunando (1973)
- El Violento (1973)
- La Fruta Bomba (1974)
- El Caminante (1974)
- El Grande (1975)
- El Bárbaro (1976)
- El Patillero (1977)
- Distancia (1977)
- El Cocinero Mayor (1978)
- El Teso (1979)
- El Gozón (1979)
- El Espectacular (1980)
- El Mejor (1981)
- El Genio (1982)
- El Salsero Mayor (1983)
- El Magnífico (1985)
- Contento (1987)
- El Padrino de la Salsa (1989)
- 12 Grandes Éxitos (1990)
- 16 Grandes Éxitos de Salsa (1993)
- Mambos (1993)
- Greatest Hits Vol. 1 (1994)
- Pachangas (1994)
- Sones y Montunos (1995)
- Guarachas, Guajiras y Boleros (1996)
- Historia Musical (1995)
- Navidades Con Fruko y Sus Tesos (1997)
- Greatest Hits Vol. 2 (1998)
- ¡Esto Si Es Salsa de Verdad! (1999)
- Power Salsa (2000)
- Salsa Caliente!!! (2000)
- Somos Salsa (We Are Salsa): Latin Treasures In Hard Salsa (2002)
- Pa' Gozá Con Fruko (2003)
- Viva la Rumba Con Salsa (2003)
- Descarga Espectacular (2003)
- Soy Como Soy (2004)
- Salsa Explosiva!!! (2004)
- La Máquina del Sabor (2004)
- Salsa Machine (2005)
- El Padrino de la Salsa (2005)
- Fruko Power (2006)
- Fruko Sinfónico (2013)

## Premios
El grupo fue galardonado con los Congos de Oro, otorgados en el Festival de Orquestas del Carnaval de Barranquilla:
| Año  | Trabajo nominado  | Categoría | Resultado |
| ---- | ----------------- | --------- | --------- |
| 1974 | Fruko y sus Tesos | Conjunto  | Ganador   |
| 1978 | Fruko y sus Tesos | Combo     | Ganador   |